# 사디크 사둔 압둘리다
사디크 사둔 압둘리다(영어: Sadiq Saadoun Abdul-Ridha, 1973년 10월 1일 ~ )는 이라크 출신의 축구 선수이다. K리그에서 등록명은 사디크를 사용하였으며 수비수로 활약하였다.

## 클럽 경력
안양 LG 치타스 (현 FC 서울) 소속으로 1996 시즌 한 시즌 동안 시즌 통산 16경기 1득점-0도움 (정규리그 13경기 1득점-0도움 / 리그컵 3경기 0득점-0도움)의 기록을 남겼다.